# Estoril Open 2010 - Qualificazioni singolare femminile
Le qualificazioni del singolare femminile dell'Estoril Open 2010 sono state un torneo di tennis preliminare per accedere alla fase finale della manifestazione. I vincitori dell'ultimo turno sono entrati di diritto nel tabellone principale. In caso di ritiro di uno o più giocatori aventi diritto a questi sono subentrati i lucky loser, ossia i giocatori che hanno perso nell'ultimo turno ma che avevano una classifica più alta rispetto agli altri partecipanti che avevano comunque perso nel turno finale.
Le qualificazioni del Estoril Open  2010 prevedevano 32 partecipanti di cui 4 sono entrati nel tabellone principale.

## Teste di serie
1. Kai-Chen Chang (primo turno)
2. Yvonne Meusburger (Qualificata)
3. Mariana Duque-Marino (primo turno)
4. Jarmila Groth (ultimo turno)

1. Arantxa Rus (Qualificata)
2. Shuai Zhang (secondo turno)
3. Sharon Fichman (secondo turno)
4. Monica Niculescu (secondo turno)

## Qualificati
1. Nina Bratčikova
2. Yvonne Meusburger

1. Dia Evtimova
2. Arantxa Rus

## Tabellone

### Legenda
| - Q = Qualificato - WC = Wild card - LL = Lucky loser | - ALT = Alternate - SE = Special Exempt - PR = Protected Ranking | - w/o = Walkover - r = Ritirato - d = Squalificato |

### Sezione 1
|  | Primo turno              | Primo turno              | Primo turno              | Primo turno | Primo turno |  |  | Secondo turno   | Secondo turno    | Secondo turno    | Secondo turno | Secondo turno |   |   | Ultimo turno    | Ultimo turno    | Ultimo turno    | Ultimo turno | Ultimo turno |  |
|  |                          |                          |                          |             |             |  |  |                 |                  |                  |               |               |   |   |                 |                 |                 |              |              |  |
|  |                          | Nina Bratčikova          | 6                        | 6           | 7           |  |  |                 |                  |                  |               |               |   |   |                 |                 |                 |              |              |  |
|  | 1                        | Kai-Chen Chang           | 3                        | 7           | 5           |  |  | Nina Bratčikova | Nina Bratčikova  | Nina Bratčikova  | 6             | 6             |   |   |                 |                 |                 |              |              |  |
|  | Carmen Klaschka          | Carmen Klaschka          | Carmen Klaschka          | 6           | 6           |  |  | Carmen Klaschka | Carmen Klaschka  | Carmen Klaschka  | 4             | 3             |   |   |                 |                 |                 |              |              |  |
|  | E-M Compostizo-De Andres | E-M Compostizo-De Andres | E-M Compostizo-De Andres | 2           | 4           |  |  |                 |                  |                  |               |               |   |   | Nina Bratčikova | Nina Bratčikova | Nina Bratčikova | 6            | 6            |  |
|  | E Ivanova                | E Ivanova                | E Ivanova                | 6           | 7           |  |  |                 |                  | E Ivanova        | E Ivanova     | E Ivanova     | 4 | 1 |                 |                 |                 |              |              |  |
|  | R Esteves De Freitas     | R Esteves De Freitas     | R Esteves De Freitas     | 0           | 63          |  |  |                 | E Ivanova        | E Ivanova        | 7             | 6             |   |   |                 |                 |                 |              |              |  |
|  | 8                        | Monica Niculescu         | Monica Niculescu         | 6           | 6           |  |  | 8               | Monica Niculescu | Monica Niculescu | 5             | 2             |   |   |                 |                 |                 |              |              |  |
|  |                          | E Fernández-Brugués      | E Fernández-Brugués      | 2           | 3           |  |  |                 |                  |                  |               |               |   |   |                 |                 |                 |              |              |  |

### Sezione 2
|  | Primo turno       | Primo turno       | Primo turno       | Primo turno | Primo turno |  |  | Secondo turno | Secondo turno    | Secondo turno    | Secondo turno | Secondo turno |   |   | Ultimo turno | Ultimo turno | Ultimo turno | Ultimo turno | Ultimo turno |  |
|  |                   |                   |                   |             |             |  |  |               |                  |                  |               |               |   |   |              |              |              |              |              |  |
|  | 2                 | Y Meusburger      | Y Meusburger      | 6           | 6           |  |  |               |                  |                  |               |               |   |   |              |              |              |              |              |  |
|  |                   | Rita Vilaca       | Rita Vilaca       | 1           | 0           |  |  | 2             | Y Meusburger     | Y Meusburger     | 6             | 6             |   |   |              |              |              |              |              |  |
|  | Patricia Martins  | Patricia Martins  | Patricia Martins  | 6           | 7           |  |  |               | Patricia Martins | Patricia Martins | 0             | 0             |   |   |              |              |              |              |              |  |
|  | B Machado Santos  | B Machado Santos  | B Machado Santos  | 3           | 5           |  |  |               |                  |                  |               |               |   |   | 2            | Y Meusburger | Y Meusburger | 6            | 6            |  |
|  | V D'jačenko       | V D'jačenko       | V D'jačenko       | 6           | 6           |  |  |               |                  |                  | V D'jačenko   | V D'jačenko   | 0 | 2 |              |              |              |              |              |  |
|  | B Garcia-Vidagany | B Garcia-Vidagany | B Garcia-Vidagany | 1           | 4           |  |  |               | V D'jačenko      | V D'jačenko      | 6             | 6             |   |   |              |              |              |              |              |  |
|  | 6                 | Shuai Zhang       | Shuai Zhang       | 6           | 6           |  |  | 6             | Shuai Zhang      | Shuai Zhang      | 4             | 3             |   |   |              |              |              |              |              |  |
|  |                   | Camille Pin       | Camille Pin       | 1           | 3           |  |  |               |                  |                  |               |               |   |   |              |              |              |              |              |  |

### Sezione 3
|  | Primo turno          | Primo turno          | Primo turno          | Primo turno | Primo turno |  |  | Secondo turno  | Secondo turno  | Secondo turno  | Secondo turno  | Secondo turno |   |   | Ultimo turno   | Ultimo turno   | Ultimo turno | Ultimo turno | Ultimo turno |  |
|  |                      |                      |                      |             |             |  |  |                |                |                |                |               |   |   |                |                |              |              |              |  |
|  |                      | Kurumi Nara          | Kurumi Nara          | 6           | 7           |  |  |                |                |                |                |               |   |   |                |                |              |              |              |  |
|  | 3                    | M Duque-Marino       | M Duque-Marino       | 1           | 64          |  |  | Kurumi Nara    | Kurumi Nara    | Kurumi Nara    | 0              | 1             |   |   |                |                |              |              |              |  |
|  | Laura Pous Tió       | Laura Pous Tió       | Laura Pous Tió       | 6           | 6           |  |  | Laura Pous Tió | Laura Pous Tió | Laura Pous Tió | 6              | 6             |   |   |                |                |              |              |              |  |
|  | B V De Castro Coelho | B V De Castro Coelho | B V De Castro Coelho | 0           | 0           |  |  |                |                |                |                |               |   |   | Laura Pous Tió | Laura Pous Tió | 6            | 5            | 0            |  |
|  | Dia Evtimova         | Dia Evtimova         | Dia Evtimova         | 6           | 6           |  |  |                |                | Dia Evtimova   | Dia Evtimova   | 2             | 7 | 6 |                |                |              |              |              |  |
|  | M Washington         | M Washington         | M Washington         | 3           | 3           |  |  |                | Dia Evtimova   | Dia Evtimova   | Dia Evtimova   | 5             |   |   |                |                |              |              |              |  |
|  | 7                    | Sharon Fichman       | Sharon Fichman       | 6           | 6           |  |  | 7              | Sharon Fichman | Sharon Fichman | Sharon Fichman | 1r            |   |   |                |                |              |              |              |  |
|  |                      | Olivia Rogowska      | Olivia Rogowska      | 3           | 1           |  |  |                |                |                |                |               |   |   |                |                |              |              |              |  |

### Sezione 4
|  | Primo turno      | Primo turno      | Primo turno      | Primo turno | Primo turno |  |  | Secondo turno | Secondo turno    | Secondo turno    | Secondo turno | Secondo turno |   |   | Ultimo turno | Ultimo turno  | Ultimo turno  | Ultimo turno | Ultimo turno |  |
|  |                  |                  |                  |             |             |  |  |               |                  |                  |               |               |   |   |              |               |               |              |              |  |
|  | 4                | Jarmila Groth    | Jarmila Groth    | 6           | 6           |  |  |               |                  |                  |               |               |   |   |              |               |               |              |              |  |
|  |                  | Margarida Moura  | Margarida Moura  | 1           | 0           |  |  | 4             | Jarmila Groth    | Jarmila Groth    | 6             | 6             |   |   |              |               |               |              |              |  |
|  | E Cabeza-Candela | E Cabeza-Candela | E Cabeza-Candela | 6           | 6           |  |  |               | E Cabeza-Candela | E Cabeza-Candela | 4             | 1             |   |   |              |               |               |              |              |  |
|  | Ana Claro        | Ana Claro        | Ana Claro        | 1           | 1           |  |  |               |                  |                  |               |               |   |   | 4            | Jarmila Groth | Jarmila Groth | 5            | 5            |  |
|  | Sofia Araujo     | Sofia Araujo     | Sofia Araujo     | 6           | 6           |  |  |               |                  | 5                | Arantxa Rus   | Arantxa Rus   | 7 | 7 |              |               |               |              |              |  |
|  | Maria Palhoto    | Maria Palhoto    | Maria Palhoto    | 2           | 2           |  |  |               | Sofia Araujo     | Sofia Araujo     | 0             | 1             |   |   |              |               |               |              |              |  |
|  | 5                | Arantxa Rus      | Arantxa Rus      | 6           | 6           |  |  | 5             | Arantxa Rus      | Arantxa Rus      | 6             | 6             |   |   |              |               |               |              |              |  |
|  |                  | S Soler Espinosa | S Soler Espinosa | 3           | 3           |  |  |               |                  |                  |               |               |   |   |              |               |               |              |              |  |